# Deep Well Ranch
Le Deep Well Ranch – ou Rancho de la Cebadilla – est un ranch américain dans le comté de Pima, en Arizona. Dessinée par Annie Rockfellow dans le style Pueblo Revival, la maison principale a été construite en 1932. Elle est inscrite au Registre national des lieux historiques le 1er octobre 2004.